# Aleksey Shnyrko
Aleksey Shnyrko, né le 12 mai 1994 à Minsk, est un coureur cycliste biélorusse.

## Biographie
En novembre 2019, Aleksey Shnyrko s'impose au sprint sur la septième du Tour de Fuzhou.

## Palmarès et résultats

### Palmarès par année
- 2019
  - 7e étape du Tour de Fuzhou
- 2020
  - 3e du Grand Prix Belek
  - 3e du Grand Prix Antalya
- 2023
  - 4e et 5e épreuves de la China Road Pro Cycling League
- 2024
  - 2e étape du Tour du Bostonliq
  - 1re étape de la Ladoga’s Gold

### Classements mondiaux
| Année                                 | 2017  | 2018 | 2019 | 2020  | 2021 | 2022 | 2023 | 2024  |
| ------------------------------------- | ----- | ---- | ---- | ----- | ---- | ---- | ---- | ----- |
| Classement mondial                    | 1990e | nc   | nc   | 1009e | nc   | nc   | nc   | 2206e |
| UCI Europe Tour                       | 1299e | nc   | nc   | 785e  | nc   | nc   | nc   | nc    |
| UCI Asia Tour                         | 616e  | nc   |      |       |      |      |      |       |
|                                       |       |      |      |       |      |      |      |       |
| Légende : nc = non classéSource : UCI |       |      |      |       |      |      |      |       |